# Catacombs (album)
Catacombs è il quarto album di Cass McCombs pubblicato il 1 ° giugno 2009 nel Regno Unito e il 7 luglio in Nord America tramite Domino Records. Il primo singolo, Dreams Come True Girl, è stato rilasciato il 25 maggio 2009. Il singolo presenta anche Karen Black, candidato all'Oscar. L'album è stato votato come uno dei 50 migliori album del 2009 da Pitchfork Media. Sono stati pubblicati video musicali per le canzoni Dreams-Come-True-Girl, You Saved My Life e The Executioner's Song.

## Tracce
1. Dreams-Come-True-Girl – 5:20
2. Prima Donna – 4:53
3. You Saved My Life – 5:24
4. Don't Vote – 5:26
5. The Executioner's Song – 4:21
6. Harmonia – 6:06
7. My Sister, My Spouse – 5:14
8. Lionkiller Got Married – 5:34
9. Eavesdropping on the Competition – 3:53
10. Jonesy Boy – 4:44
11. One Way to Go – 2:55